# 4385 Elsasser
4385 Elsasser је астероид главног астероидног појаса чија средња удаљеност од Сунца износи 3,168 астрономских јединица (АЈ).
Апсолутна магнитуда астероида је 12,4.